# 힘나시오 올림피코 후안 데 라 바레라
힘나시오 올림피코 후안 데 라 바레라(스페인어: Gimnasio Olímpico Juan de la Barrera)는 멕시코 멕시코시티에 위치한 실내 경기장으로 수용 인원은 5,242명이다. 1968년 멕시코시티 하계 올림픽에서 배구 경기장으로 사용되었다. 과거 LNBP 멕시코시티 캡틴스의 홈 경기장으로 사용했다.